# Platycheirus confusus
Platycheirus confusus är en tvåvingeart som först beskrevs av Charles Howard Curran 1925.  Platycheirus confusus ingår i släktet fotblomflugor, och familjen blomflugor. Inga underarter finns listade i Catalogue of Life.